# Jörg-Tilmann Hinz
Pour les articles homonymes, voir Hinz.
Jörg-Tilmann Hinz (né en 1947 à Halberstadt) est un sculpteur sur métal allemand.

## Biographie
Jörg-Tilmann Hinz continue, après son abitur, ses études en orfèvrerie à la Burg Giebichenstein Kunsthochschule Halle. Depuis 1975, il travaille à son compte en tant qu'artiste indépendant et sculpteur sur métal.
Il est marié à la créatrice de bijoux Beata Maria Hinz. Les deux vivent et travaillent ensemble dans une société dans un quartier historique de Halle (Saxe-Anhalt).

## Œuvre
Jörg-Tilmann Hinz travaille l'acier et d'autres métaux entre une conception plastique classique et l'énergie cinétique, notamment par le mobile.

## Galerie

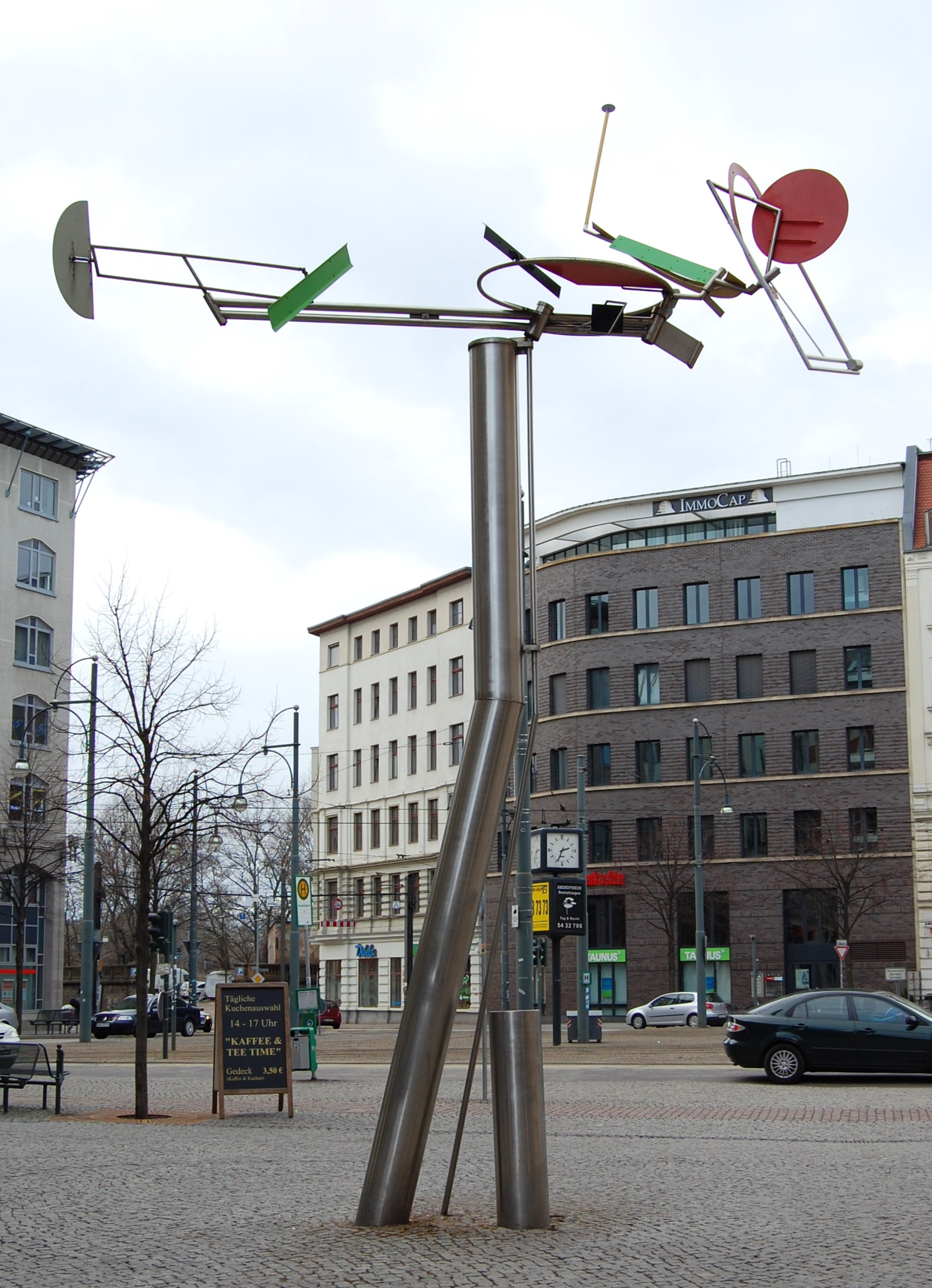
Aerobiont
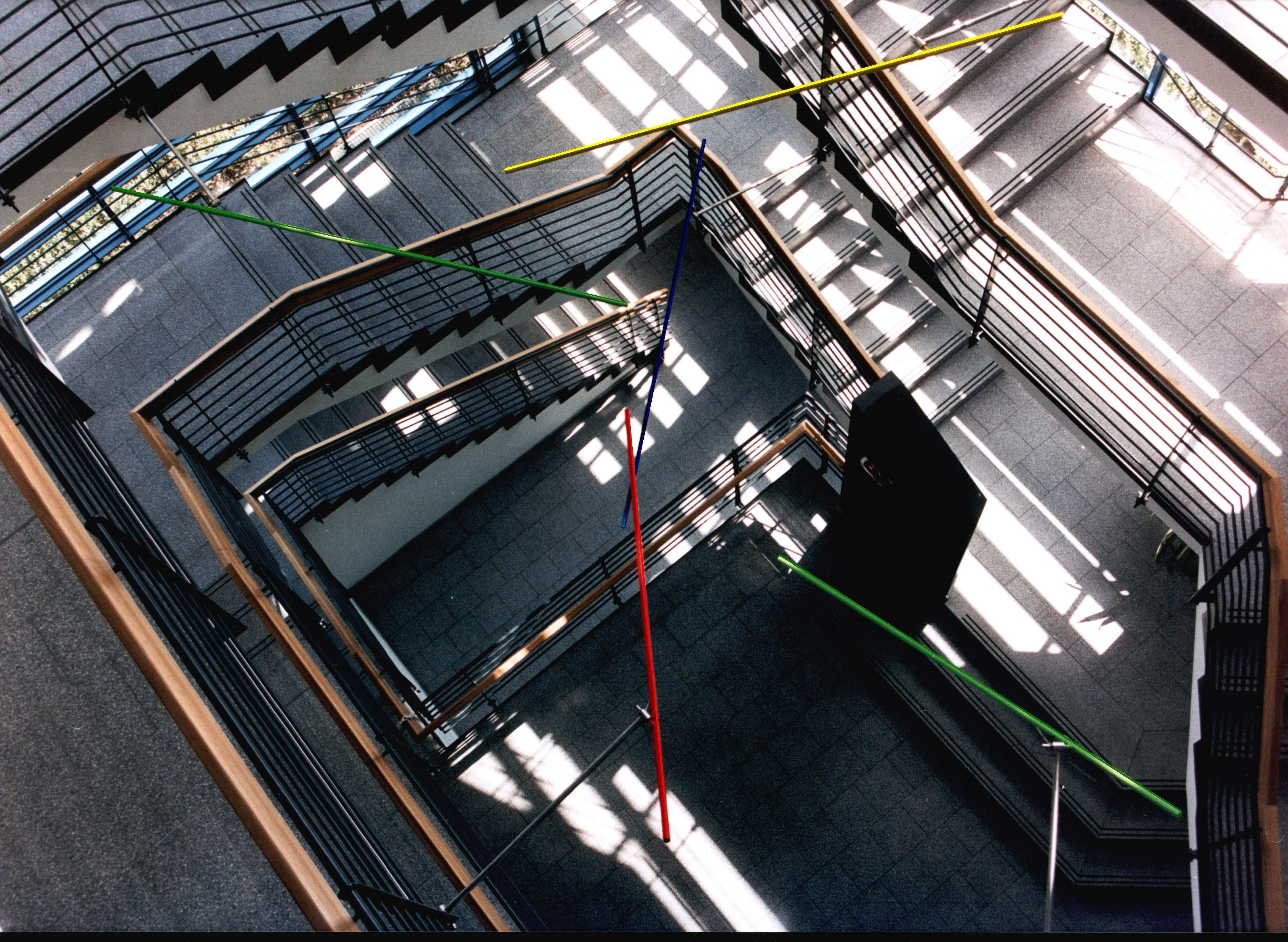
Raumnadeln, 2002
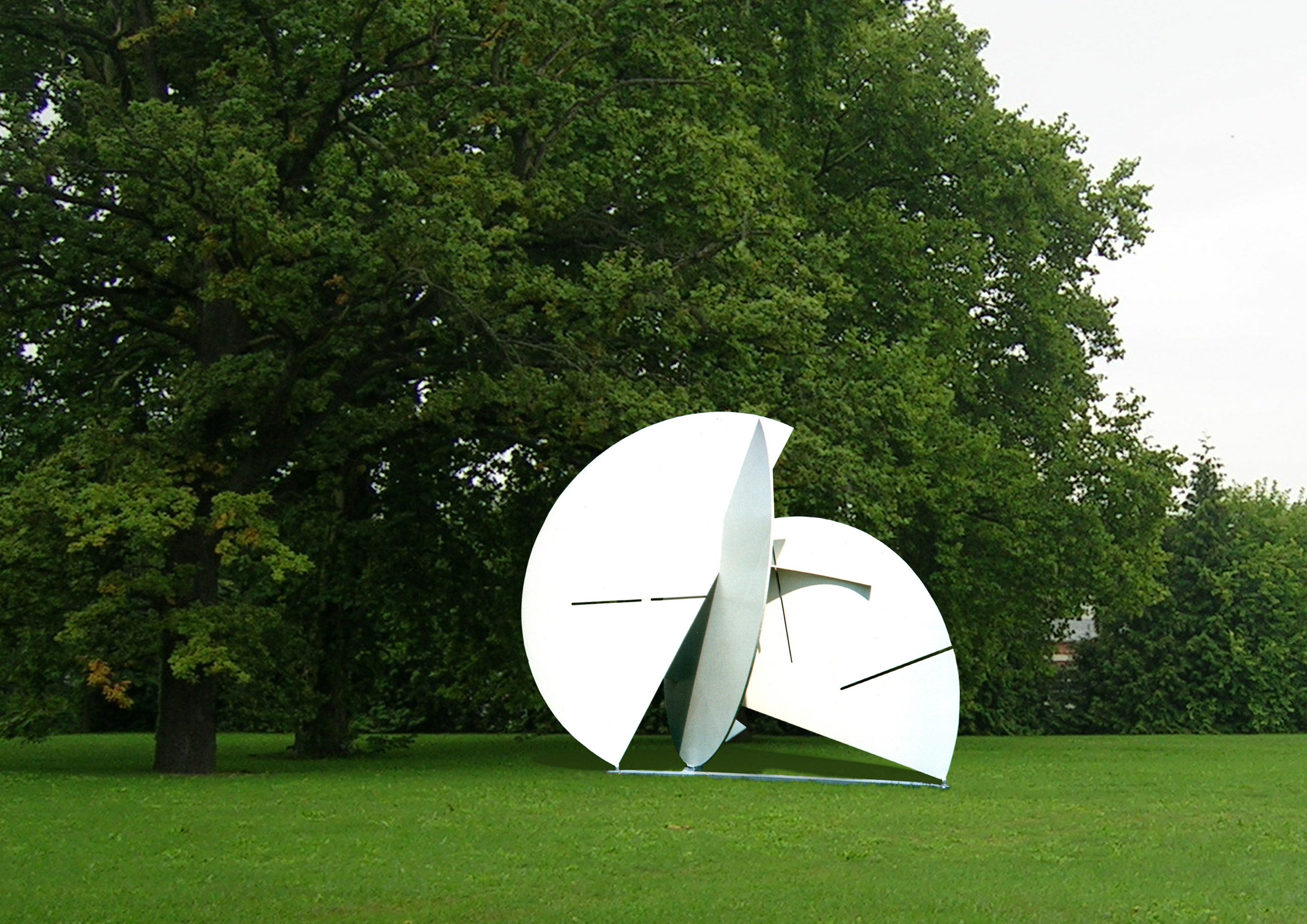
Angelos
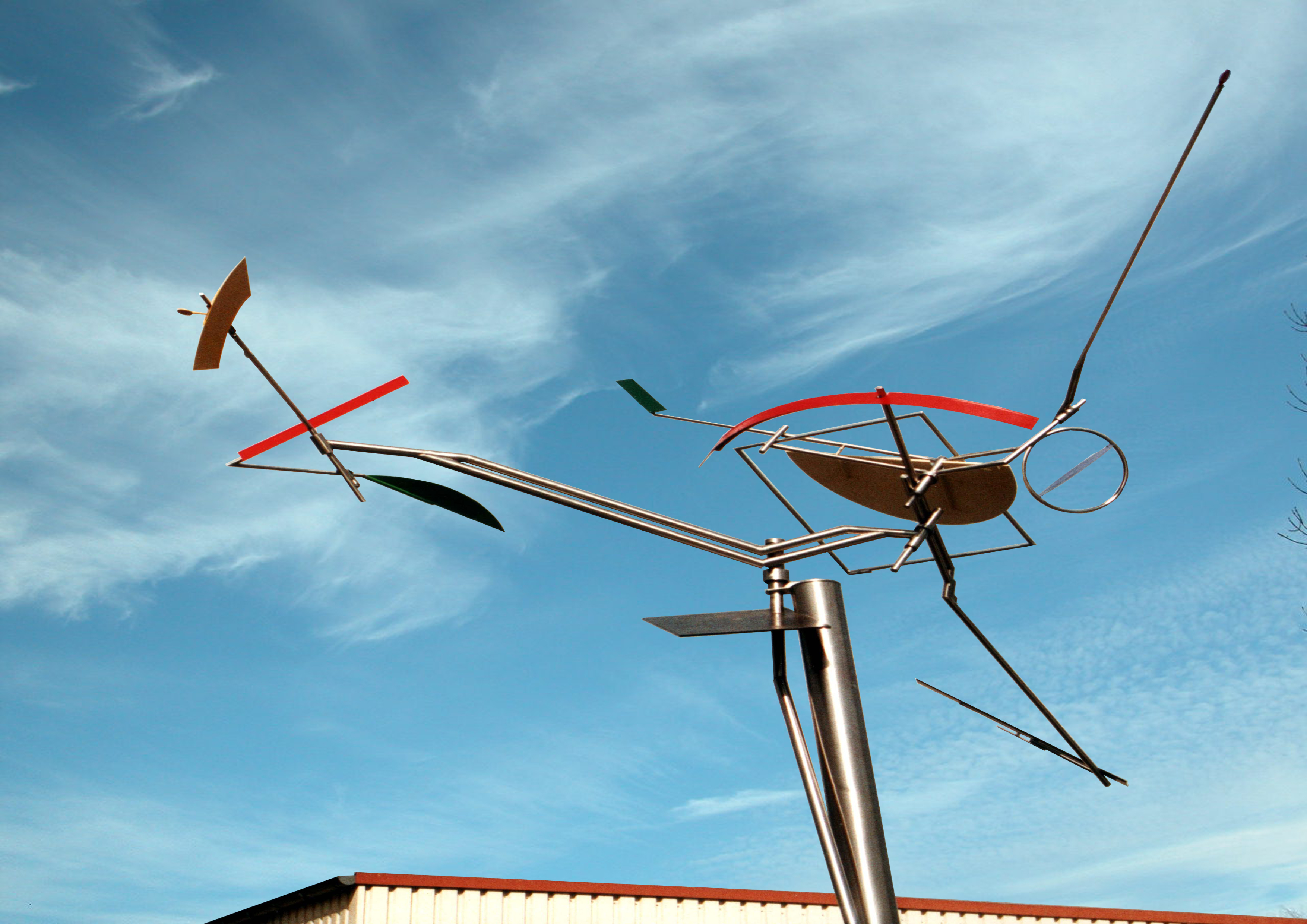
Mobile au vent

## Source, notes et références
- (de) Cet article est partiellement ou en totalité issu de l’article de Wikipédia en allemand intitulé « Jörg-Tilmann Hinz » (voir la liste des auteurs).